# Juan de la Cierva y Codorníu
Pour les articles homonymes, voir De la Cierva.
Ne doit pas être confondu avec Juan de la Cierva y Peñafiel.
Juan de la Cierva y Codorníu, né à Murcie en Espagne le 21 septembre 1895 et mort le 9 décembre 1936 à Croydon, Angleterre, est un inventeur espagnol. Son père était le maire de Murcie Juan de la Cierva y Peñafiel, plus tard ministre de la Guerre (1917-1918, 1921-1922).

## Biographie
En 1923 il invente l'autogire, ou « gyroplane », appareil similaire à l'hélicoptère mais dont la voilure tournante, qui assure la sustentation, est libre. Son premier vol a lieu à Getafe en Espagne le 9 janvier 1923, L'autogire doit tout de même disposer d'un moteur pour son rotor principal. Il enregistrera son premier « succès » avec le 4e appareil mis au point : le C4, qui vole le 31 janvier 1923 à l’aérodrome de Cuatro Vientos, parcourant 4 km en 3 minutes et 30 secondes, à 30 mètres d'altitude.
En 1936, la société de construction aéronautique Cierva Autogiro Company est créée pour développer ses études, avec le soutien financier de James George Weir (en), un industriel écossais et aviateur.
Il est mort avec Arvid Lindman et 13 autres personnes dans le crash au décollage (en) d'un Douglas DC-2 de la KLM, ce vol commercial avait pour destination Amsterdam.

## Performances
- Le 18 septembre 1928 : Juan de la Cierva y Codorníu va traverser la Manche avec son autogire C.8L-II, allant de l’aérodrome de Croydon à l’aérodrome du Bourget, en deux heures et cinquante-cinq minutes de vol, dont 20 minutes de traversée de la mer, avec le directeur du journal L’illustration M. Baschet comme passager[4].

## Photos

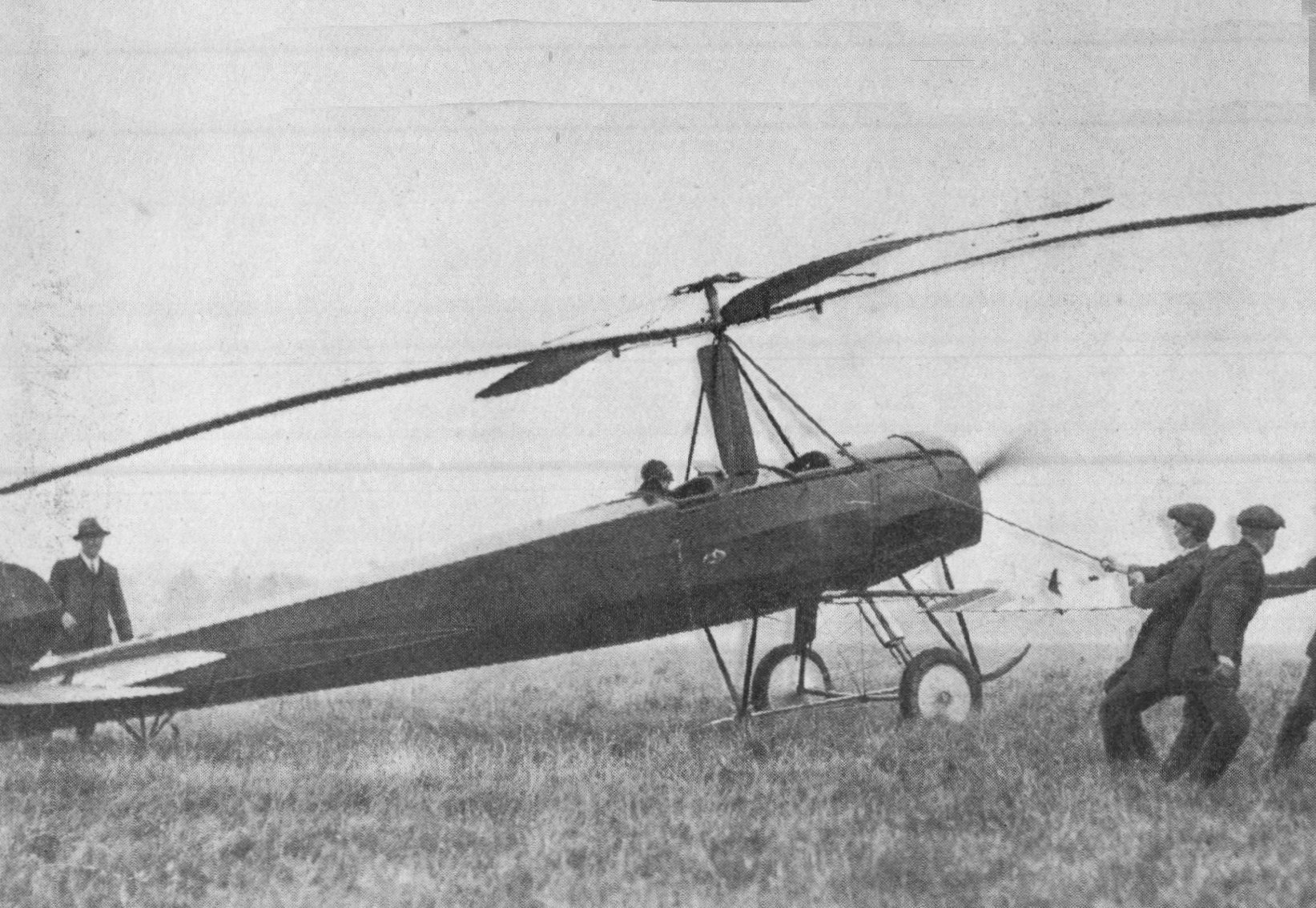
L'autogire C-6 de Juan de la Cierva (1925)
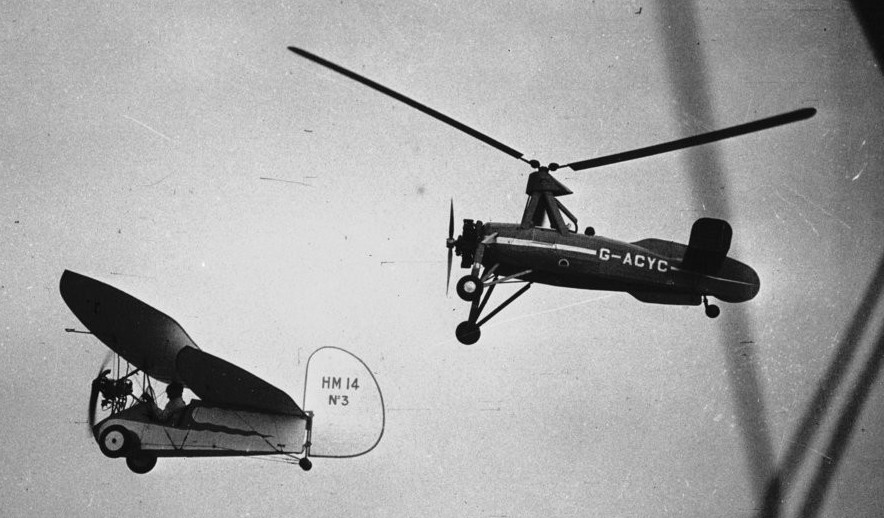
Autogire de Juan de la Cierva et pou-du-ciel d'Henri Mignet